# نهر سموكي هيل
نهر سموكي هيل نهر في السهول الكبرى الوسطى بأمريكا الشمالية يمر عبر كولورادو وكانساس.